# Damrak

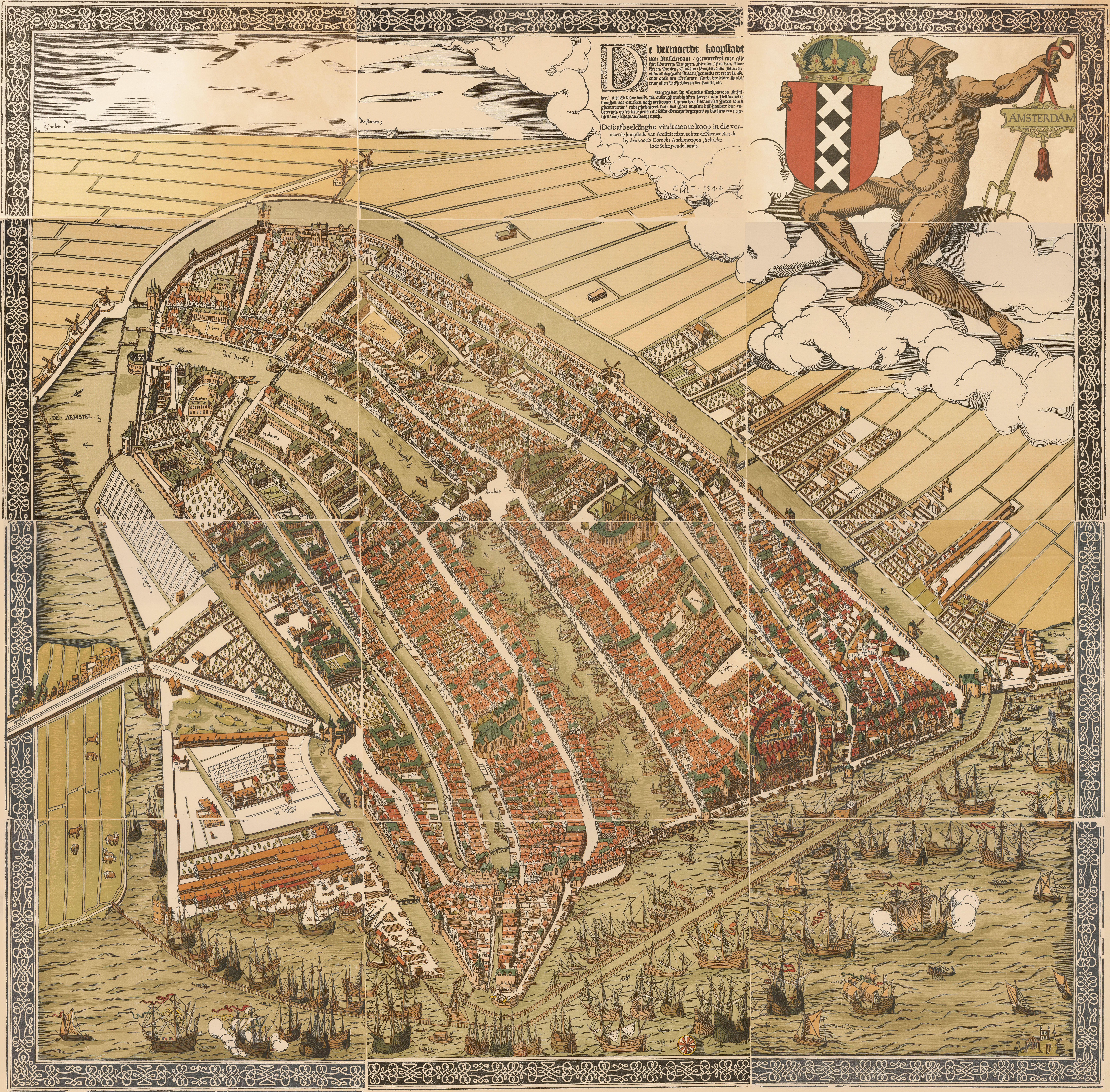
Amsterdam vers 1544, vue vers le sud-ouest. Le Damrak est la partie inférieure de la voie d'eau située au milieu de la ville (la partie supérieure étant constituée par le Rokin). Les limites externes de la ville sont constituées ici par le Singel (à droite et en haut) et le Kloveniersburgwal (à gauche).

Le Damrak est une des principales artères d'Amsterdam.

## Situation et accès
Cette voie relie le Dam à la gare centrale d'Amsterdam.
L'artère est ouverte à la circulation automobile et suivi par une ligne de tram, ainsi que, en sous-sol, par le métro d'Amsterdam, suit en vérité l'ancienne rive orientale de la rivière selon approximativement une direction nord-sud.

## Origine du nom
En néerlandais, on appelle rak le cours d'une rivière quand il est rectiligne. Le Damrak est en réalité une partie du cours inférieur de l'Amstel, situé en aval du barrage (dam en néerlandais) jusqu'à l'IJ, qui donna naissance à la ville (le Rokin formant la partie en amont) et dont l'emplacement a été matérialisé par la principale place d'Amsterdam. Le bassin à flot se trouvant face à l'entrée de la gare centrale et qui porte ainsi ce nom, en est un vestige.
Sa situation, entre la gare et la principale place de la ville, en fait une rue extrêmement touristique.

## Historique
Ces deux bras de l'Amstel partageait la ville médiévale en deux, le Damrak formant le port d'Amsterdam tel qu'il était à l'origine.
 
Ainsi, les bâtiments de la bourse (Beurs Van Berlage) et du magasin De Bijenkorf, tout comme la place de la Bourse (Beursplein) située entre ces deux constructions, ont été bâtis sur la partie comblée de la rivière. 

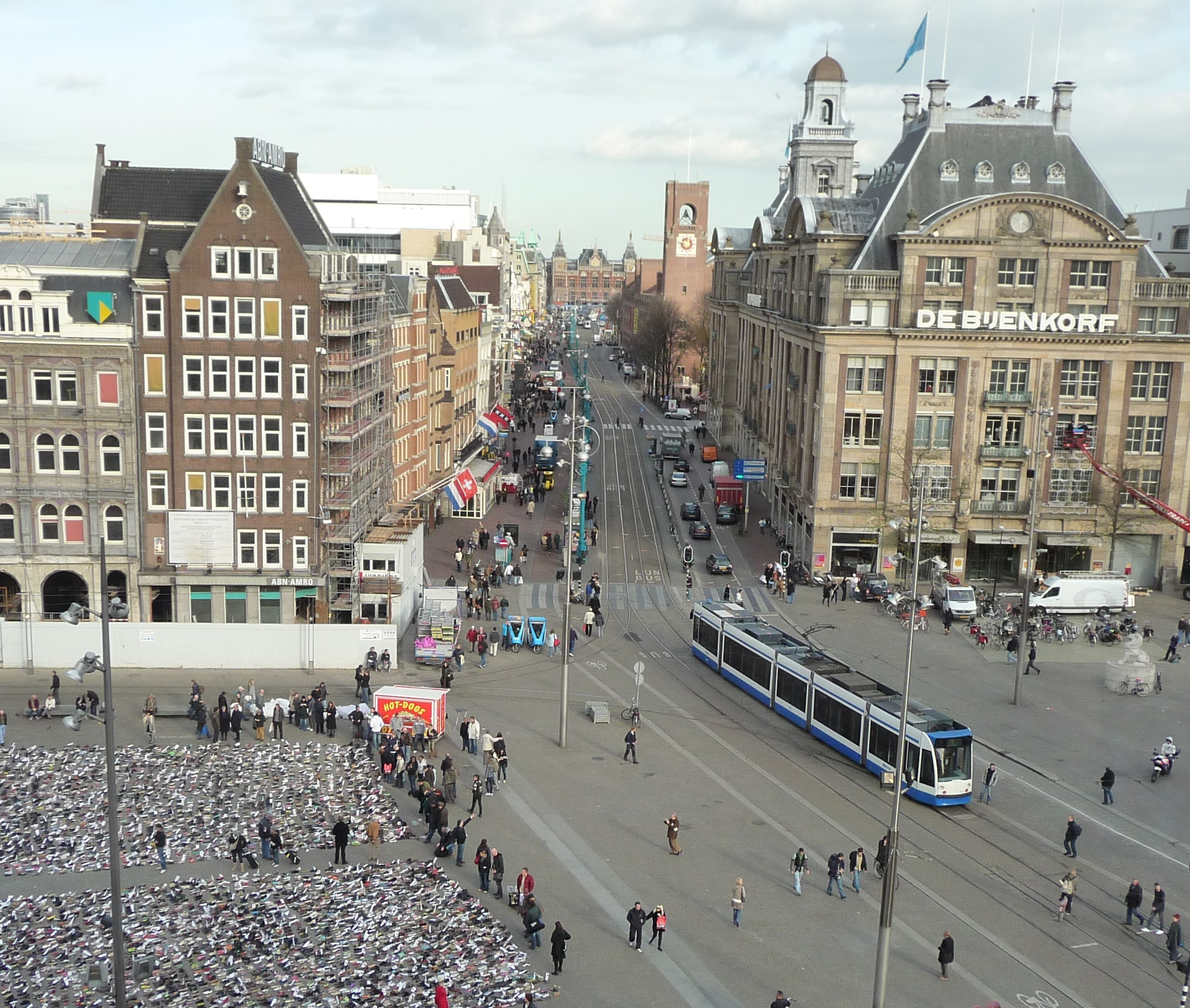
Le Damrak vu depuis le Dam (vers le nord). Au fond, la gare. À droite, magasin De Bijenkorf, suivi de la bourse (tour de brique).

## Bâtiments remarquables et lieux de mémoire
Outre la Bourse et le magasin De Bijenkorf construit sur le côté est, elle est bordée à l'ouest de maisons anciennes mais surtout de bâtiments plus récents, surtout du début du xxe siècle.
La partie non comblée de cette voie d'eau constitue un bassin à flot occupé par un certain nombre de compagnies de bateaux-mouches proposant des balades touristiques sur les canaux de la ville. 